# Karl Hansson (idrottsledare)
Karl Artur Severin Hansson, född 31 maj 1892 i Jakob och Johannes församling, Stockholm, död 15 september 1947, var en svensk idrottsledare, främst verksam i Hammarby IF och Svenska Boxningsförbundet.
Hansson, som i unga år var skidlöpare, roddare och motorcyklist, var styrelseledamot i Hammarby IF 1911–1934 (vice ordförande 1925–1931, ordförande 1931–1934) och i Svenska Boxningsförbundet 1923–1941 (vice ordförande 1932–1941). Han tog 1930 initiativet till Stockholms Boxningsdomarklubb, vars ordförande han sedan dess var. Han var även en av huvudorganisatörerna för Sexdagarsloppet på cykel, för vilka han var banchef 1924–1933. Han var sedan 1941 ordförande i Sällskapet Hammarbyveteranerna och dess representant i Hammarby IF:s styrelse. Han var även verksam som skräddarmästare.